# Comté de Choctaw (Oklahoma)
Pour les articles homonymes, voir Comté de Choctaw.
Le comté de Choctaw est un comté situé au sud-est de l'État de l'Oklahoma, aux États-Unis. Le siège du comté est Hugo. Lors du recensement de 2000, sa population était de 15 342 habitants.

## Comtés adjacents
- Comté de Pushmataha (nord)
- Comté de McCurtain (est)
- Comté de Red River, Texas (sud-est)
- Comté de Lamar, Texas (sud)
- Comté de Bryan (ouest)
- Comté d'Atoka (nord-ouest)

## Principales agglomérations
- Boswell
- Fort Towson
- Hugo
- Sawyer
- Soper
- Swink